# Burca
Burca là một chi bướm ngày thuộc họ Bướm nâu.